# Lavering
Lavering (fra fransk, af latin for 'vaske') er en teknik inden for tegne- og malekunsten hvor partier bliver skyggelagt eller modelleret med pensel og stærkt fortyndet blæk, tusch, sepia og så videre.
Tegninger med blyant eller pen kan efterbearbejdes med brug af lavering for at få en malerisk helhedsvirkning eller for at fremhæve den plastiske form. Lavering var særlig udbredt i kunstepoker som arbejdede med maleriske virkninger som for eksempel barokken.